# 平瀬本源氏物語

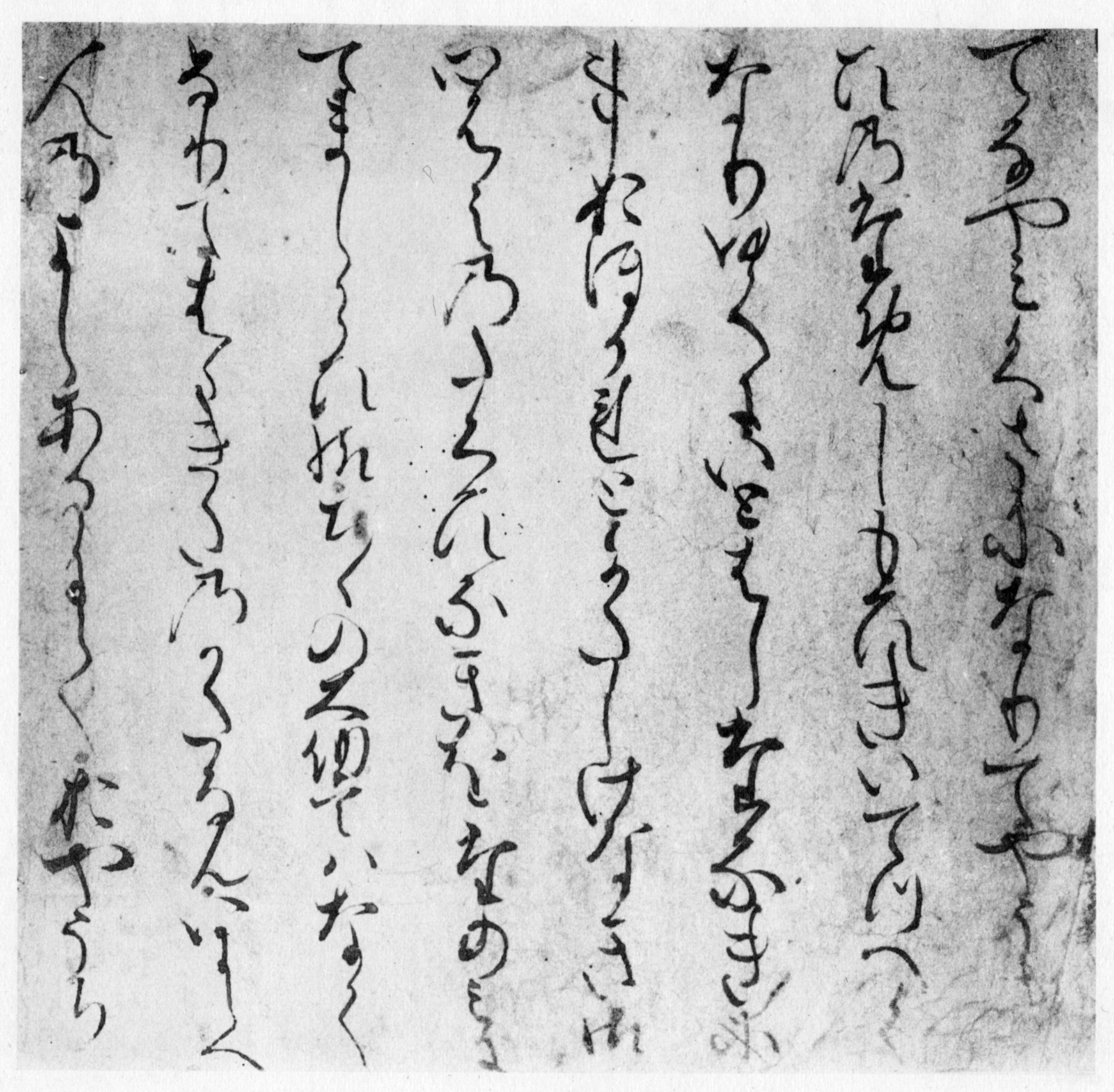
平瀬本（桐壷巻）

平瀬本源氏物語（ひらせぼんげんじものがたり）は、源氏物語の写本の一つ。「平瀬家本（源氏物語）」とよばれることもある。

## 概要
本写本はかつて幕末から明治にかけて活躍した大阪の豪商平瀬露香の所有であり（ただし露香の代に平瀬家に入ったのかそれ以前にすでに平瀬家に入っていたのかは不明）、同人の死後も平瀬家に伝えられた。こうして平瀬家のもとにあった時期に山脇毅によって河内本の本文を持つ写本として初めて公表された写本であり、このときに「平瀬本」と呼ばれるようになってこの名で広く紹介され、この名で河内本系統の対校本文のひとつとして校異源氏物語及び源氏物語大成に採用されたために「平瀬本」の名が定着した。そのため、その後平瀬家の所蔵を離れた現在でも「平瀬本」の名前で呼ばれている。重要文化財（旧国宝）に指定されている。

### 写本の状況
本写本全54帖のうち40帖が鎌倉時代の書写と見られ、伏見天皇他複数人の筆写とされる取り合わせ本である。古写のうち4帖（澪標、乙女、浮舟、夢浮橋）は青表紙本、5帖（関屋、朝顔、紅梅、総角、早蕨）は別本。13帖（夕顔、若紫、葵、絵合、松風、薄雲、初音、行幸、梅枝、鈴虫、椎本、東屋、蜻蛉）が勧修寺尚顕による室町時代の補写とみられ、本文は青表紙本である。
なお、この写本は形式的には54帖の「揃い本」であるが、「竹河」の外題を持つ巻には『狭衣物語』第二巻の本文が混入しており源氏物語の竹河巻の本文は本写本のどこにも存在しない。したがって、本写本では源氏物語としての本文が存するのは竹河巻を除く53帖分だけであり、このため「平瀬本は53帖からなる写本である」とされることもある。
また、この写本には、おそらくは古筆切にするために切り取られたとみられるところが『柏木』巻の巻末など数カ所存在する 。本写本にはいくつかの巻に不自然な落丁が存在するが、これについても古筆切にするために切り取られた跡をきれいに整えた跡であろうとする見方が存在する。また切り取られたと思われる場所には山岸徳平の記した付箋が挟み込まれている。

## 平瀬家と平瀬露香
かつて本写本の所有者であった平瀬家は、赤松則村（円心）の子孫との言い伝えを持ち、大阪で両替商「千種屋」（千草屋とも）を営んでいた豪商で、最盛期には住友や鴻池に次ぐほどの勢力を誇ったとされる。しかし、住友や鴻池が幕末から明治時代にかけて後に財閥と呼ばれるような近代的な経営体に変化していったのと比べると平瀬家は露香の時代、旧態依然とした体制のままにとどまり明治以後に始めた事業はほとんどが成果を上げられずに衰退する一方であり、明治時代後期には平瀬家の別宅や所蔵品の売り立てを何度も行うまでの窮乏状態になっている。
平瀬家第7代当主の平瀬露香こと平瀬亀之輔（1839年（天保10年） - 1908年（明治41年））は江戸時代末期から明治時代にかけての人物である。本名亀之助または亀之輔。春愛。号は露香、同学斎、桜蔭寺などと称していた。俳号は蘆の丸屋貞瑛。第三十二国立銀行（のちの浪速銀行）を設立し、日本火災保険社長などを経て、府立大阪博物場長も務めた実業家である。
平瀬露香はのちに平瀬家第6代当主となった平瀬宗十郎（1818年（文政元年） - 1866年（慶応2年）、春温、士陽）と千種屋の奉公人の娘の子として生まれたものの、宗十郎は平瀬家第5代当主平瀬水（1806年（文化3年） - 1835年（天保6年））の六男であり当時の宗十郎は当主となることなど考えられない部屋住みの身であったため父母は結婚を認められず実母は実家に帰されて露香は分家の子として育てられ、兄が早世したために宗十郎が平瀬家の第6代当主となった後も正妻（露香出生後に結婚した相手であって露香の実母ではない）との間に男子が生まれず宗十郎の男子が露香独りであったために結果的に露香は10代半ばで本家に迎えられて、結局平瀬家第7代当主となった。
そのようないきさつから露香は若いときから本業（＝商売）に熱心ではなく道楽に走った生活をしていたともいわれており、まだ父親が存命中であった17歳のころには「放蕩が過ぎる」ことを理由に京都の天竜寺に謹慎のために預けられたこともある。さらに父親が死去して家督を相続した後も支配人から理由を付けられて明治元年から二年にかけて一度隠居させられている。このような複雑な事情で露香は第7代の当主となったが、当主となった後もさまざまな事業の運営のほとんどは前代からの従業員たちに任せきりであり、これは同人が平瀬家の当主となるまでの複雑な事情に加え、同人の道楽にふけっていた素行を不安視する人物が平瀬家の中にも多かったためであると見られている。そのため同人は1878年に第三十二国立銀行を設立し、1892年には日本火災保険を設立して社長をつとめるなど著名な実業家ではあった一方で、本業よりもむしろ俳諧・和歌・書画・茶道・能楽など諸芸に通じており、1875年に開業した物品展示場の府立大阪博物場（現・マイドームおおさか）の場長をつとめるなどさまざまな文化的活動とそれに関連した文物の収集で知られた人物であり、「最後の粋人」などとも呼ばれていた。また遊里遊びも盛んで、花柳界にその名を馳せた。
平瀬家は7代当主・亀之助（露香）没後、養嗣子の三七雄（三十二銀行取締役・富子助次郎長男）が8代、その妻の睦（平瀬家分家筋養子で日本銀行大阪支店長・平瀬市五郎長女）が9代を継いだ。

## 写本の伝来
本写本の平瀬家に入るまでの伝来は不明であり、露香の代に平瀬家に入ったのかどうかも不明である。これについて古典籍や古活字版の研究で知られる書誌学者、国文学者の川瀬一馬は、江戸時代後期の考証学者である狩谷棭斎（安永4年12月1日（1775年12月23日） - 天保6年閏7月4日（1835年8月27日）が1816年（文化13年）に関西方面を旅した際に素性も事績も不明な「退六」なる人物が所蔵していた源氏物語の写本を調査して『西遊日記』に記録しているが、この写本の各巻の鑑定筆者が現在の平瀬本に見られるものと同じであることから、このとき狩谷が見た源氏物語の写本は現在の平瀬本ではないかとしている。
本写本は平瀬家の所有となった後、平瀬露香の没後も同家に伝えられており、山脇の調査時（1919年（大正8年）ころ）は露香の養子である平瀬家第8代当主平瀬三七雄（1876年（明治9年） -1927年（昭和2年）、春齢・露秀とも称している。）の所有とされており、1930年（昭和5年）ころの池田亀鑑の調査時には平瀬三七雄の夫人（平瀬家第9代当主）の所蔵とされている。平瀬家ではこれを非常に大切にし、「指でめくることを禁じられており、竹べらでめくらなければならなかった。」とされている。このために用意された専用の竹べらは本写本が文化庁所蔵となった現在も「アケルヘラ」と書かれた紙に包まれた形で本写本と共に保管されている。
良質な源氏物語の写本を求めて明治時代後期から始まった写本調査の中で、良質な河内本系統の写本はすでに失われたと考えられていた中で1919年（大正8年）4月に山脇毅によって河内本の写本として初めて発見され1921年（大正10年）になって論文によって広く紹介された。山脇は本写本自体の調査によって本写本54帖のうち30帖は河内本であるとし、さらに本写本の本文と河海抄に引用された本文を比較してさまざまな検討を行っている。
1921年（大正10年）3月、京都大学文学部から簡単な解説を付して本写本の桐壺と真木柱の2帖がコロタイプ版で刊行された。
1930年（昭和5年）に池田亀鑑は後に校異源氏物語及び源氏物語大成に結実することになる源氏物語の写本調査の中で、松田武夫を伴って大阪の平瀬家を訪れ本写本を調査している。
1932年（昭和7年）11月19日および20日、池田亀鑑によって「河内本を底本とした源氏物語の校本『校本源氏物語』の最終的な稿本が完成した」として東京大学文学部国文学科において開催された展観会にも本写本が展示されており、その際発行された目録では、本写本は河内本系統三十四種（第1～第34、第122（底本））、青表紙系統六十二種（第35～第97）、別本系統二十四種（第98～第121）の中で尾州家河内本に続いて4番目に掲げられている。但し、その目録には「（写）」との付記があるため、この展観会に実際に出品されたのはこの写本そのものではなく池田または池田の作業を手伝った人物が写本を筆写したものであろうと考えられる。
この後池田亀鑑による源氏物語の校本作成の作業は、青表紙本系統の最善本であるとされた大島本を底本としたものに大きく方針を変更されることになり、完成までにさらに10年をかけてようやく1942年（昭和17年）刊行の「校異源氏物語」（及び戦後刊行された源氏物語大成）として世に出ることになったが、本「平瀬本」はその中でも対校本の一つとして採用されており、さらに『源氏物語大成 研究資料編』において「現存重要諸本」のひとつとして簡単な解説が加えられている。
1941年（昭和16年）7月3日付け官報告示により狭衣物語が混入している『竹河』巻を除く本写本の53帖が「紙本墨書源氏物語五十三帖」として当時の旧国宝（現行法の重要文化財に相当）に指定された。
本写本を受け継いだ平瀬家第9代当主は戦後になって元々平瀬家の一別宅であった京都室町の家に居住していたために、本写本は一時期「京都平瀬家本」と呼ばれたこともある。
写本は、重要文化財未指定であった竹河1帖を含め、1999年（平成11年）、東京の古美術商から文化庁が購入した。
2008年（平成20年）1月19日から3月10日には平瀬露香の没後100年を記念して大阪府大阪市の大阪市立大阪歴史博物館において特別展『没後100年 最後の粋人 平瀬露香』が開催され、当時すでに平瀬家を離れて文化庁保管となっていた「平瀬本源氏物語」のうち夕顔、紅葉賀、須磨、明石、藤裏葉、若菜上、若菜下、幻、匂宮、浮舟の各巻が「平瀬露香にゆかりのある文物の一つ」として展示された。

## 本文
本写本のいくつかの巻（桐壺、真木柱、藤裏葉、横笛、幻、匂宮、橋姫、手習）の末尾には、他の河内本系統の本文を持つ写本は見られないような、源親行によって河内本が一旦完成された後もさまざまな本文と照合し校勘を行っていった旨の奥書が残されている。すなわち1255年（建長7年）河内本が源親行によって一旦これを完成させた直後の1258年（正嘉2年）に北条実時の命によって書写された写本が現在の尾州家本源氏物語であるのに対して、その後1265年（文永2年）、1266年（文永3年）、1268年（文永5年）と河内本の校合作業が行われ続けた成果が現在の平瀬本であると考えられている。
本写本の匂宮巻は本文は河内本であるにもかかわらず巻末には青表紙本の特徴であるはずの藤原定家による注釈『奥入』を有しているなど本写本については未解明の点も多い。

### 狭衣物語の本文
前述の通り、本写本の『竹河』巻には狭衣物語第二巻の本文が混入しているが、どのようないきさつで源氏物語の写本に狭衣物語の本文が混入したのかは不明である。この竹河巻は鎌倉時代の書写と見られるもので、ここに混入している狭衣物語第二巻の本文は、三谷栄一がさまざまな写本を分類した上で命名した「第二系統本」と呼ばれる系統に属している。この「第二系統本」の本文は全般的に記述が簡略であることを特徴としている。本写本の『竹河』巻は狭衣物語の「第二系統本」の本文を伝える写本として「九条家旧蔵本＝大島本」や「伝民部卿本」などと並ぶ写本とされ、現在の校本にも「平瀬本」として採用されている。但しこの平瀬本は全体としては「第二系統本」に属するものの、中間部分に古活字本にみられる本文である「第三系統本」の本文を含んでいる「第二系統本」としても特異なものであるとされている。

### 校本への採用
本写本は対校本文のひとつとして写本記号「平」として校異源氏物語及び源氏物語大成に採用されている。
- 河内本として採用された巻
桐壺、帚木、空蝉、末摘花、紅葉賀、花宴、賢木、花散里、須磨、明石、玉鬘、胡蝶、蛍、常夏、篝火、野分、藤袴、真木柱、藤裏葉、若菜上、若菜下、柏木、横笛、夕霧、御法、幻、匂宮、橋姫、宿木、手習
- 別本として採用された巻
関屋、朝顔、紅梅、総角、早蕨
- 青表紙本として採用された巻
少女、夢浮橋

『河内本源氏物語校異集成』に採用されている巻（校異源氏物語及び源氏物語大成に河内本として採用されている巻と同じである）
- 桐壺、帚木、空蝉、末摘花、紅葉賀、花宴、賢木、花散里、須磨、明石、玉鬘、胡蝶、蛍、常夏、篝火、野分、藤袴、真木柱、藤裏葉、若菜上、若菜下、柏木、横笛、夕霧、御法、幻、匂宮、橋姫、宿木、手習

『源氏物語別本集成 続』（おうふう、刊行中）に採用されている巻
- 第6巻 2009年（平成21年）7月刊行。 ISBN 978-4-2730-3406-1
  - 玉鬘、初音、胡蝶、蛍、常夏、篝火
- 第7巻 2010年（平成22年）7月刊行。 ISBN 978-4-2730-3407-8、28
  - 野分、29行幸、30藤袴、31真木柱、32梅枝

### 影印・翻刻
これまで平瀬本源氏物語単独での影印・翻刻本は、1921年（大正10年）3月に京都大学文学部からコロタイプ版で刊行された桐壺と真木柱の2帖のみであり、もともと部数が限られていたこともあり時間がたつとともに入手が困難になっていた。
- 『京都帝國大學文學部叢書 第5 平瀬本源氏物語解説』京都帝国大学文学部、1921年（大正10年）3月
- 『京都帝國大學文學部叢書 第5 平瀬本源氏物語 1 きりつぼ』京都帝国大学文学部、1921年（大正10年）3月
- 『京都帝國大學文學部叢書 第5 平瀬本源氏物語 2 槙柱』京都帝国大学文学部、1921年（大正10年）3月

その後一部の研究者の間で本写本の撮影データがやりとりされていたが一般に公開されたものではなかった。
この他に匂宮と橋姫の翻刻がある。
勉誠出版から遠藤和夫・豊島秀範・秋澤亙編による全帖の影印・翻刻本が2010年（平成22年）2月に刊行予定と告知されたが、2017年10月現在出版されていない。